# ديفيد بلاكوود باول
ديفيد بلاكوود باول (بالإنجليزية: David Blackwood Paul)‏ هو بائع كتب نيوزيلندي، ولد في 1908، وتوفي في 1965.